# Dieter Egner

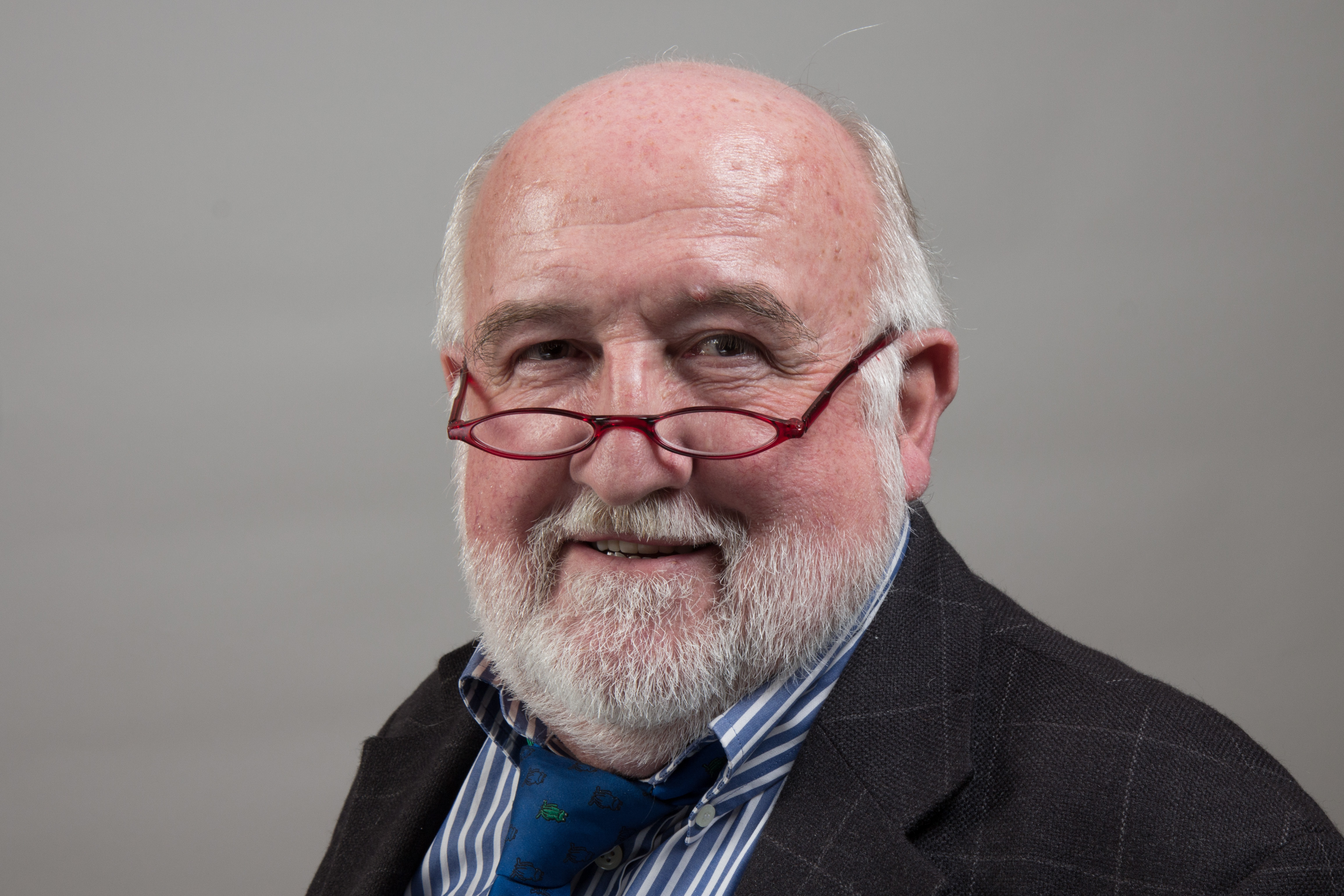
Dieter Egner, 2014

Dieter Valentin Egner (* 6. Oktober 1944 in Schlangenbad) ist ein deutscher Politiker (SPD) aus Büdingen und überörtlich bekannter Initiator kultureller, sozialer und ehrenamtlicher Institutionen und Veranstaltungen.

## Leben
Dieter Egner besuchte die Herbert von Meister-Schule (Volksschule) in Frankfurt-Sindlingen von 1951 bis 1959. Daran schloss sich bis 1963 eine Ausbildung zum Chemielaboranten bei der Hoechst AG in Frankfurt-Höchst an. 1964 bis 1968 absolvierte Egner die Abendschule im Seminar für Politik in Frankfurt am Main um die Fachhochschulreife zu erlangen. Dort war er auch Lehrgangssprecher und ehrenamtlicher Tutor für die Erstsemester. Während seiner Volksschulzeit ab 1958 arbeitete Egner ehrenamtlich in der evangelischen Gemeindejugend in Frankfurt-Sindlingen und nach dem Umzug der Familie in der Kirchengemeinde in Kelkheim im Taunus. Mit Beginn der Ausbildung in den Farbwerken Hoechst AG betätigte er sich ehrenamtlich für die gewerkschaftliche Jugendarbeit in der IG Chemie-Papier-Keramik und bei der DGB-Jugend in Frankfurt-Höchst und bei den SPD-Jungsozialisten, hier besonders in der politischen und kulturellen Jugendbildungsarbeit (Seminararbeit) und beim jährlichen Ostermarsch. Er war Mitbegründer der Initiative Höchster Jugendzentrum und arbeitete redaktionell bei verschiedenen selbst hergestellten Jugendzeitungen der Lehrlingsbewegung. 1961 bis 1969 war er Mitbegründer und Vorsitzender der Arbeitsgemeinschaft der SPD-Jungsozialisten in den Farbwerken Hoechst AG. Im Januar 1965 trat Egner in die SPD ein, der er bis heute angehört. 1967 wurde er zum Vorsitzenden der Jugendvertretung der Farbwerke Hoechst AG (Werk Höchst) gewählt, später war er auch Vorsitzender der Gesamtjugendvertretung des Hoechst-Konzerns. 1967 bis 1969 arbeitete er in den Jugend-Gremien der Evangelischen Kirche in Hessen und Nassau in Darmstadt und des Kirchlichen Dienstes in der Arbeitswelt, vor allem in der Bildungsarbeit als ehrenamtlicher Referent und Seminarleiter.
Im Jahr 1968 zog Egner mit seinen Eltern nach Kelkheim. Von 1968 bis 1972 war er Lehrgangssprecher und ehrenamtlicher Tutor für die Erstsemester am Seminar für Politik in Frankfurt. Von 1972 bis 1977 war Egner Kreistagsabgeordneter im Main-Taunus-Kreis, einer wegen der Kommunalen Gebietsreform verlängerten Legislaturperiode. Von 1973 bis 1974 war er Vorstandsmitglied des Hessischen Jugendrings in Wiesbaden.
1974 wechselte Egner dienstlich bedingt nach  Ronneburg. Dort übernahm er die pädagogische Leitung des Jugendzentrums Ronneburg, einer Jugendbildungs- und Sporteinrichtung des Main-Kinzig-Kreises. Ehrenamtlich begleitete er von 1978 bis 1981 das Amt des Ortsvereinsvorsitzenden der SPD-Ronneburg. 1979 heiratete Dieter Egner seine Frau Ursula. Von 1980 bis 1981 initiierte er die Ronneburger Tage des Freundeskreises „Ronneburg – kulturell“, einer Veranstaltungsreihe gemeinsam mit der Volkshochschule, die Konzerte und Lesungen auf der historischen Ronneburg organisiert. 1980 erlangte Egner die Staatliche Anerkennung als Diplom-Sozialarbeiter (FH).
Mit der Geburt seiner Tochter Pia 1981 zog die Familie Egner nach Büdingen. Dort organisierte Egner – gemeinsam mit der Stadtbücherei und dem Kulturkreis als Träger – kulturelle Aktionen, Kleinkunstveranstaltungen, ein Theaterfest und Hessentagsbeiträge. Von 1982 bis 1992 war Egner stellvertretender Vorsitzender des Büdinger Kulturkreises. 1982 gründete er gemeinsam mit Pfarrer Ulf Häbel ein Jugendforum in Büdingen.
Seit 1983 arbeitete Egner in verschiedenen Funktionen in der SPD der Kernstadt, unter anderem als Kassenwart, Schriftführer, Pressesprecher und Vorsitzender. Für die SPD engagierte sich Egner 1985 bis 1989 im Wetteraukreis als Kreistagsabgeordneter, unter anderem im Kulturpolitischen Ausschuss. Von 1989 bis 1993 war er Stadtverordneter in Büdingen. Vom 1. April 2001 bis zum 31. März 2011 war er Mitglied im Ortsbeirat der Kernstadt Büdingen. 1. April 2003 bis zum 31. März 2011 war Egner Stadtverordneter in Büdingen, ab 2006 als Vorsitzender des Ausschusses für Jugend, Kultur, Soziales, Touristik und Rechtsangelegenheiten. In den Jahren 2007 bis 2011 war er zudem SPD-Vorsitzender der Kernstadt Büdingen. 
Beruflich war Dieter Egner von 1983 bis 1988 Jugendbildungsreferent für den Main-Kinzig-Kreis. 1984 war er für die Planung und Errichtung des Jugendbildungswerkes des Main-Kinzig-Kreises zuständig. 1988 wurde er zum Leiter des Jugendbildungswerkes des Main-Kinzig-Kreises berufen. 2000 wurde er Sachgebietsleiter „Jugendarbeit und Jugendsozialarbeit“ im Jugendamt des Main-Kinzig-Kreises mit den Arbeitsbereichen Jugendberufshilfe, Jugendbildungswerk, Jugendförderung und Schulsozialarbeit.
Ab dem Jahr 1984 arbeitete Egner ehrenamtlich in den Gremien des Deutschen Jugendherbergswerk, Landesverband Hessen in Frankfurt am Main, als Mitglied im Hauptausschuss und Kreisvorsitzender im Main-Kinzig-Kreis.
Von 1984 bis 1988 war er ehrenamtlicher Sprecher der Landesvereinigung Kulturelle Jugendbildung Hessen und von 1997 bis 2005 Mitgründer und Sprecher der Landesarbeitsgemeinschaft der Jugendkunstschulen in Hessen sowie Gründer und ehrenamtlicher geschäftsführender Vorsitzender der Musik- und Kunstschule Büdingen. Im November 1999 war Egner Gründungsmitglied des Vereins  „50er-Jahre Museum“ in Büdingen. Im Jahr 2002 war Dieter Egner Gründer und bis 2010 Vorsitzender des Vereins „Lebendiges Mittelalter in Büdingen“ e.V., seit seinem Ausscheiden als Vorsitzender im Jahr 2010 ist er Ehrenmitglied und noch aktiver Helfer. Im Herbst 2002 initiierte er die „IdeenWerkStadt“  – unter anderem mit Unterstützung der Stadtverwaltung bei Bewerbungen im Landeswettbewerb „Ab in die Mitte“ und beim Bundesmodellprogramm „Aktiv im Alter“. 
Seit 2009 ist Dieter Egner ehrenamtlicher Projektleiter des Bundesmodellprogramms  „Aktiv im Alter“ in Büdingen. Die Initiative organisierte über 20 Veranstaltungen und bürgerschaftliche Projekte, wie Lesepaten, Kleine Forscher im Kindergarten, Wunsch-Omas und Wunsch-Opas, Seniorenpaten in der Grundschule. Das Projekt wird auch nach dem offiziellen Ende des Bundesprogramms durch Egner weiter geführt. Seit dem Jahr 2011 ist Egner ehrenamtlicher Projektberater im Auftrag des Magistrats der Stadt Büdingen zur Durchführung des Landesprogramms „Ehrenamtslotsen“ mit dem Aufgabengebiet Ausbildung ehrenamtlicher Beratern für bürgerschaftliches Engagement. 2013 gründete Egner gemeinsam mit engagierten Mitbürgern eine Ehrenamtsagentur, die außer der Vermittlung von Ehrenamtlichen unter anderem auch den Freiwilligentag organisiert. Mit dem Zuzug von Bürgerkriegsflüchtlingen vor allem aus Syrien – seit 2014 – wurde von der Ehrenamtsagentur spontan der Arbeitskreis „Neue Nachbarn – Hilfe für Flüchtlinge“ ins Leben gerufen. Der Arbeitskreis mit seinem Paten- und  Helfersystem veranstaltet Deutschkurse, vermittelt Kontakten mit Einheimischen und begleitet bei Arzt- und Behördenbesuchen.

## Auszeichnungen
- 2013: Verdienstmedaille der Stadt Büdingen (Bürgerplakette)[1]
- 2013: Landesauszeichnung „Soziales Bürgerengagement“[2]
- 2014: Bundesverdienstkreuz am Bande[3]
- 2015: Verleihung des Hessischen Integrationspreises am 12. November 2015 für den Aufbau des ehrenamtlichen Netzwerkes „Büdingen ist weltoffen – Auf gute Nachbarschaft“.
- 2025: Verleihung des Ehrenbürgerwürde am 20. März 2025 für sein Lebenswerk in und für Büdingen.[4]